# کمیسیون بین‌المللی مهاجرت کاتولیک
کمیسیون بین‌المللی مهاجرت کاتولیک (به انگلیسی: International Catholic Migration Commission) معروف به آی‌سی‌ام‌سی(به انگلیسی: ICMC) یک سازمان بین‌المللی است که در خدمت مردم بی‌خانمان از جمله مهاجران، پناهندگان، و مردم آواره می‌باشد. بدون چشم داشت به ایمان، نژاد، قومیت و ملیت است. با کارکنان و برنامهٔ بیش از ۴۰ کشور جهان؛ آی‌سی‌ام‌سی با عضویت در ۱۳۲ ارگان در جهان به دنبال پایدای قوانین حقوق بشر است.
آی‌سی‌ام‌سی در تلاش است تا از راه‌های اسکان مجدد پناهندگان، کمک‌های انسان دوستانه، و پیشگیری از (بی‌سرپناهی، بدبهداشت، بی‌غذایی، کمک نقدی، کاهش خطر بلایا، کمک و پیشگیری برای قربانیان خشونت جنسی و جنسیتی، مبارزه با قاچاق انسان) و از جمل حمایت در مهاجرت و توسعه، به مردم دنیا یاری برساند.
آی‌سی‌ام‌سی از سال ۱۹۵۲ اجازه مشورت در اکوسوک را پیدا کرد؛ و به دست سریر مقدس به آی‌سی‌ام‌سی وضعیت حقوقی عمومی عطا شد. در سال ۲۰۱۱ نیز آی‌سی‌ام‌سی به عنوان هماهنگ کننده شبکه جامعه مدنی از انجمن جهانی توسعه و مهاجرت انتخاب شده‌است.

## سالهای نخست

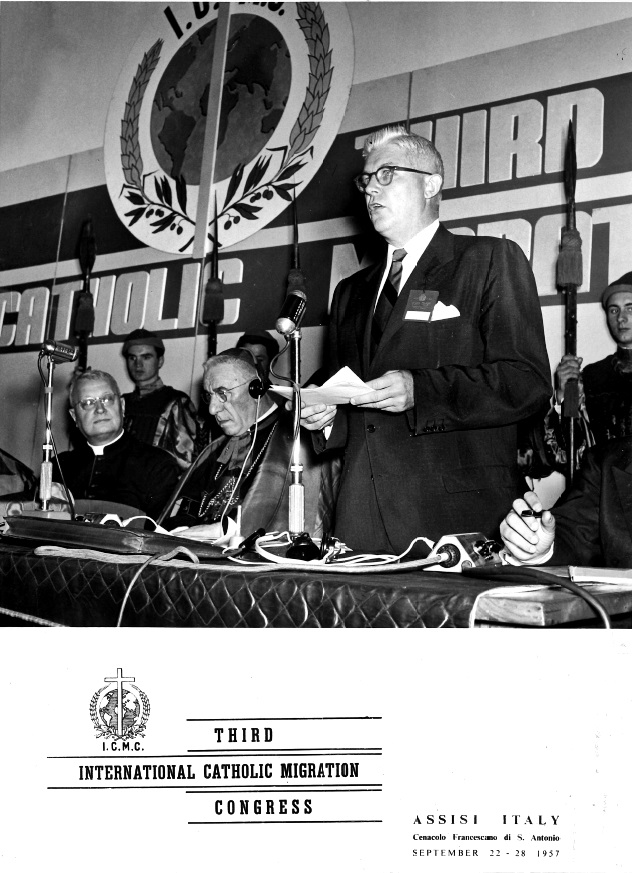
سومین کنگره ICMC در آسیسی (ایتالیا)، ۱۹۷۵.

پس از پایان گرفتن جنگ جهانی دوم پی شورش گروهی از مردم آی‌سی‌ام‌سی تأسیس گردید.